# 澳門巴士28CX路線
澳門巴士28CX路線是一條已取消的路線，由澳門新福利公共汽車有限公司經營，往返回力和外港碼頭。

## 簡介及歷史
- 2011年之前，本線由大賽車委員會營運。
- 2011年8月1日，為配合新巴士模式運作，本線正式開辦並編號為28CX，由澳門新福利公共汽車有限公司營運，服務時間為07:00-19:00，僅於澳門格蘭披治大賽車舉行期間服務，班距6分鐘[1]。
- 2013年，調整本線班距為10分鐘[2]。
- 2014年，調整本線班距為15分鐘[3]。
- 2015年，調整本線班距為22-30分鐘[4]。
- 2016年起，由於乘客量偏少，因此本線取消服務。

## 使用車輛
- 三菱Rosa

## 路線資料

### 收費
全程免費

### 服務時間及班距
| 服務時間 | 大賽車舉行期間 |
| -------- | -------------- |
| 回力     | 07:00-19:00    |
| 班距     | 22-30分鐘      |

### 路線停站
| 28CX     | 回力 ↺ 外港碼頭 |
| 回力     |                 |
| ↓↑       |                 |
| 外港碼頭 |                 |

## 圖片集

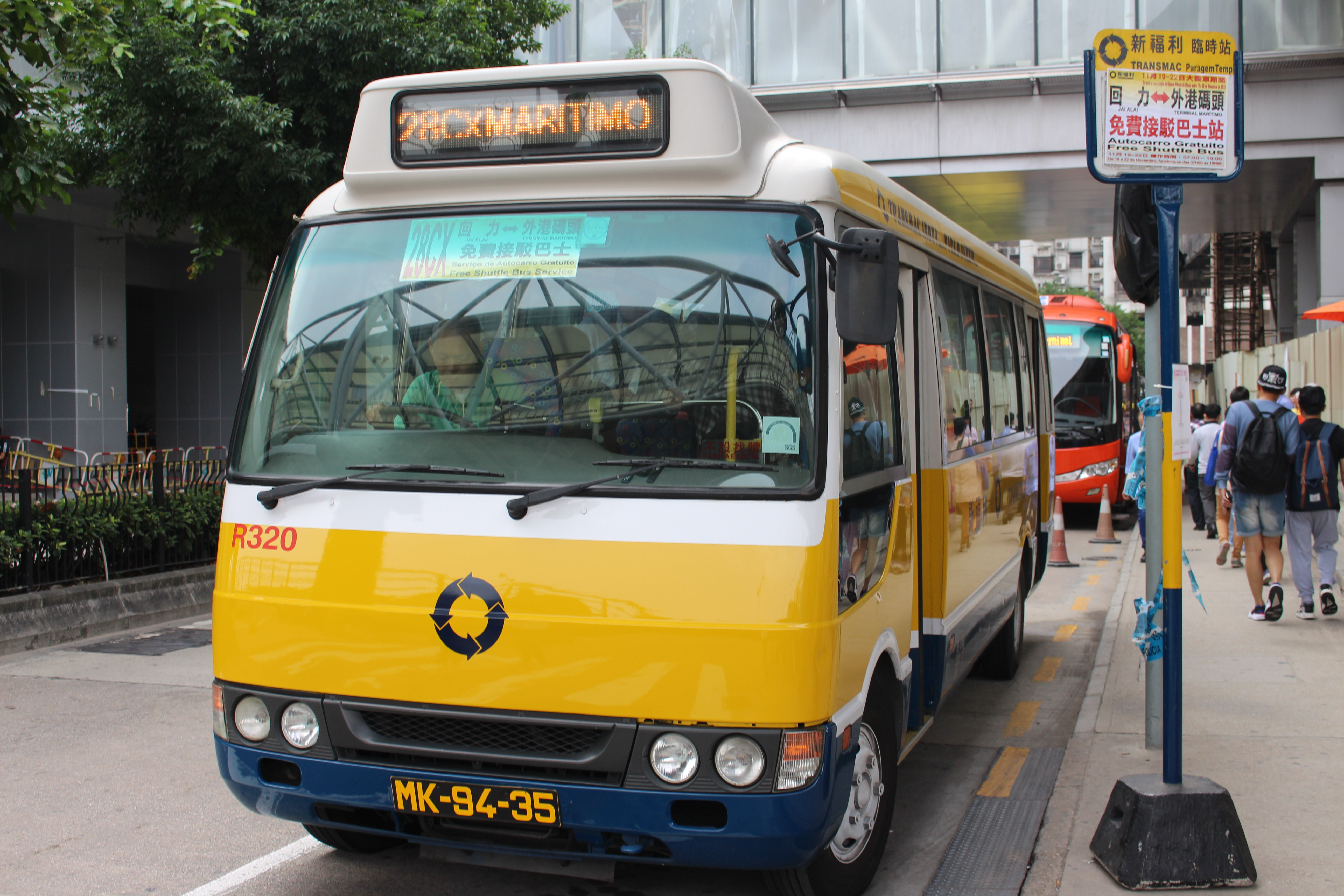
三菱Rosa

## 外部連結
- 澳門新福利公共汽車有限公司（官方網站） （页面存档备份，存于）